# Сени (Калужская область)
Сени — деревня в Дзержинском муниципальном районе Калужской области России. Входит в состав сельского поселения «Деревня Сени».
Расположена в 18 км на юго-запад от города Кондрово, на берегу реки Угра.

## История
В 1990-е годы администрация сельского поселения находилась в деревне Давыдово, сельское поселение носило название «Деревня Давыдово». В начале 2000-х годов администрация сельского поселения переехала в деревню Сени, сельское поселение получило название Сельское поселение «Деревня Сени». Во второй половине первого десятилетия 2000-х годов администрация сельского поселения переехала в деревню Лужное, где располагается в настоящее время на улице Семидворка дом 7. Название сельского поселения осталось прежним — Сельское поселение «Деревня Сени».

## География
Деревня расположена в 18 км на юго-запад от города Кондрово, на правом берегу реки Угра. Ближайшие населенные пункты — деревня Давыдово в 3,5 км к западу; деревня Лужное — центр сельского поселения Деревня Сени в 100 метрах к востоку; деревня Болобоново (Сельское поселение «Деревня Галкино» в 3,5 км к северу; деревня Потапово в 2,5 км к западу; деревня Миленки в 3,5 км к западу.

## Население
| 2002 | 2010 |
| ---- | ---- |
| 32   | ↘22  |

## Культура и искусство
- В деревне Сени располагается Дом культуры, построенный в 1972 году. Максимальная вместимость Дома культуры — 150 человек. Находится по адресу: д. Сени, д.2
- В Сенском Доме культуры располагается филиал районной библиотеки

## Связь
- МТС — в соседней деревне Лужное, в 350-ти метрах от деревни Сени, расположена вышка МТС, обеспечивающая уверенный приём мобильной связи.
- Билайн — неуверенный приём.

## Почта
Сельское Отделение Почтовой Связи «Сени» структурно входит в состав российской унитарной государственной компании, оператора российской государственной почтовой сети ФГУП «Почта России». Отделение Почтовой Связи «Сени» находится на территории деревни Лужное по адресу улица Центральная, дом 2. В первом десятилетии XXI век почтовое отделение переехало в новое помещение в деревне Лужное из деревни Сени. Название Сельское Отделение Почтовой Связи «Сени» сохранилось.
Индекс Отделения Почтовой Связи «Сени» — 249868. Отделение Почтовой Связи «Сени» обслуживает деревни Сени, Давыдово, Девятилово, Куприяново, Лужное, Миленки, Озерна, Потапово Сельского поселения «Деревня Сени».

## Транспорт
- Автобусное сообщение с центром Дзержинского района городом Кондрово, деревнями сельского поселения «Деревня Сени»: Давыдово, Куприяново.
- Такси (г. Кондрово)

## Торговля
- Магазин (продукты питания, промышленные товары, товары широкого потребления) находится в близлежащей деревне Лужное, находящейся на противоположной стороне дороги, ведущей в административный центр Дзержинского района город Кондрово.